# Autaugaville
Autaugaville város az USA Alabama államának Autauga megyéjében. Lakosainak száma 795 fő (2020. április 1.).

## Népesség
A település népességének változása:
| Lakosok száma | 313  | 820  | 870  | 795  |
|               | 1910 | 2000 | 2010 | 2020 |